# Stella di Gondwana
Stella di Gondwana è un romanzo fantasy di Gianluigi Zuddas del 1983, facente parte del ciclo delle amazzoni.

## Trama
Goccia di Fiamma è rimasta sola: la sua compagna Ombra di Lancia è scomparsa, dopo aver subito gli effetti di un veleno che sconvolge la mente. La coraggiosa ragazza pensa che ella si sia mutata in una feroce piratessa chiamata Luane, detta la Cagna, ed è disposta a fare qualunque cosa per raggiungerla e risvegliarne i sopiti ricordi. Neanche il dover attraversare l'oceano su un drago a vapore e rovesciare una dittatura malvagia che schiaccia un continente intero potranno fermarla. In compagnia della piccola Babeeri, la Stella del Gondwana e legittima regnante, l'unica che possa salvare il suo popolo dalla distruzione, Goccia combatterà la Stella Nera Alybrea, la sua corte di Dottori dell'Oscuro e le ultime vestigia di una scienza/magia troppo pericolosa.

## Edizioni
- Gianluigi Zuddas, Stella di Gondwana, collana I Libri di Fantasy, Fanucci Editore, 1983.